# Siganus virgatus
Siganus virgatus is een straalvinnige vissensoort uit de familie van konijnvissen (Siganidae). De wetenschappelijke naam van de soort is voor het eerst geldig gepubliceerd in 1835 door Valenciennes.